# S-CAST
S-CAST（エスキャスト）は、富士ロボテクスセキュリティ株式会社（富士防災警備株式会社の関連会社）が提供している、地震解析情報配信システムである。
2011年（平成23年）の東日本大震災以降、「大規模地震発生の前兆現象を解析することによる事前BCP」を主テーマに、各国立大学および天文台の研究者と共同研究を行い、当システムが確立された。
2015年（平成27年）10月30日に、当システムが特許庁長官より「特許第5830127号」の認定を受けている。
当システムによる事前告知により、2016年（平成28年）4月16日発生の熊本地震では地震発生期間と震源地、同年10月21日発生の鳥取県中部地震では対象エリアに地震発生の可能性ありと注意喚起を行っている。